# Tamaki Hiroshi
Tamaki Hiroshi (玉木 宏 Ngọc Mộc Hoành, sinh ngày 14 tháng 1 năm 1980) là một diễn viên, ca sĩ và người mẫu Nagoya, Nhật Bản. Khi vẫn còn là học sinh trung học, anh được một nhân viên tìm kiếm tài năng phát hiện. Anh lần đầu tiên ra mắt màn ảnh nhỏ với vai diễn trong phim Am I Weird? (私ってへん？ Watashitte Hen?) vào năm 1998. Anh dần trở nên nổi tiếng khi xuất hiện trong phim Waterboys năm 2001.
Sự nghiệp ca hát của anh bắt đầu với đĩa đơn "Seasons", được phát hành vào hè năm 2004.
Một vai diễn khác cũng khiến tiếng tăm của anh lên cao là vai diễn trong phim Nodame Cantabile, anh vào vai nam chính "Chiaki Shinichi", bạn gái của Shinichi là "Noda Megumi", do Ueno Juri thủ vai. Bộ phim lên sóng đài Fuji tập đầu tiên vào ngày 16 tháng 10 năm 2006.
Anh cũng là người hồi sinh lại game-show truyền hình về nấu ăn Iron Chef, vốn đang lên sóng đài Fuji TV vào tháng 10 năm 2012.

## Phim tham gia

### Phim điện ảnh
1. Christmas Eve (クリスマス・イヴ) (2000)
2. Waterboys (2001)
3. Sabu (さぶ) (2002)
4. Gunjō no Yoru no Umōgire (群青の夜の羽毛布) (2002)
5. Rockers (2003)
6. Spirit (2004)
7. Renai Shōsetsu (恋愛小説) (2004)
8. Amemasu no Kawa: First Love (雨鱒の川-ファーストラブ) (2004)
9. Ghost Shout (ゴーストシャウト) (2004)
10. Nagurimono (2005)
11. Henshin (変身) (2005)
12. Tada, Kimi o Aishiteru (2006)
13. Midnight Eagle (2007)
14. Smile Seiya no Kiseki (スマイル 聖夜の奇跡) (2007)
15. Kids (2008)
16. Nodame Cantabile - The Movie I and II (2009 và 2010)
17. MW (2009)
18. Ōoku (2010)
19. Princess Toyotomi (2011)
20. The Assassins (铜雀台) (2012)
21. Subete wa Kimi ni Aeta Kara (2013)
22. Bakumatsu Kokosei (2014)[6]
23. Kamisama wa Bali ni Iru (2015)[7]

### Game-show truyền hình
1. Great Teacher Onizuka (Fuji TV, 1998, khách mời)
2. Tengoku ni Ichiban Chikai Otoko (TBS, 1999, khách mời)
3. Abunai Hokago (TV Asahi, 1999, khách mời)
4. Wakaresaseya (YTV, 2001, khách mời)
5. Iron Chef (Fuji TV, 2012)

### Phim truyền hình
1. Ghost System (2002)
2. Remote (NTV, 2002)
3. Shopping Hero (TV Asahi, 2002)
4. Boku ga Chikyu wo Suku (TBS, 2002)
5. Revolver Aoi Haru (July 2003)
6. Water Boys (Fuji TV, 2003)
7. Itoshi Kimi e (Fuji TV, 2004)
8. Last Christmas (Fuji TV, 2004)
9. Akai Unmei (TBS, 2005)
10. Chibi Maruko-Chan (Fuji TV, 2006)
11. Nodame Cantabile (Fuji TV, 2006)
12. Top Caster (Fuji TV, 2006)
13. Hyoheki (TBS, 2006)
14. Komyo ga Tsuji (NHK, 2006)
15. Teki wa Honnoji ni Ari (TV Asahi, 2007)
16. Hoshi Hitotsu no Yoru (Fuji TV, 2007)
17. Shikaotoko Aoniyoshi (Fuji TV, 2008)
18. Atsu-hime (NHK, 2008)
19. Nodame Cantabile SP (Fuji TV, 2008)
20. Love Shuffle (TBS, 2009)
21. MW Dai-0-sho (NTV, 2009)
22. Guilty Akuma to Keiyakushita Onna (Kansai TV, 2010)
23. Suna no Utsuwa (2011)
24. Taira no Kiyomori (2012)
25. Kagi no Kakatta Heya (2012)
26. Miyabe Miyuki "Gokujou" Mysteries (2012)
27. Kekkon Shinai (2012)
28. Jiken Kiyuu ~ IMAT no Kiseki (2013)
29. Sakura Housara (2014)
30. Watashi no Kirai na Tantei (2014)
31. Jiken Kyumeii 2 - IMAT no Kiseki (2014)
32. Kyou wa Kaisha Yasumimasu (2014)

## Danh sách đĩa hát

### Đĩa đơn
1. Seasons (Yoshimoto R&C, phát hành ngày 2/6/2004)
2. Emotion (Yoshimoto R&C, phát hành ngày 10/10/2004)
3. Love Goes/eyes (Avex Trax, phát hành ngày 15/2/2006)
4. Kibou no Umi/Ame (希望の海/雨 Sea of Desire/Rain) (Avex Trax, phát hành ngày 26/4/2006)
5. Yakusoku/question (約束/question Promise/Question) (Avex Trax, phát hành ngày 24/5/2006)
6. Reviver ~Kanashimi ga Mata Kurikaesou to Dareka ni Ai wo Utau~ (ラバイバー～悲しみがまた繰り返そうと誰かに愛を唄う～ Reviver ~When the Sadness Returns, Who Will I Sing my Love to? (Avex Trax, phát hành ngày 28/6/2006)
7. Odorou Yo (踊ろうよ Let's Dance (Avex Trax, phát hành ngày 6/2/2008)
8. Dakishimetai (抱きしめたい I Want to Hug You) (Avex Trax, phát hành ngày 19/3/2008)
9. Slow Time (Avex Trax, phát hành ngày 22/4/2009)
10. Free (Far Eastern Tribe, phát hành ngày 25/5/2011)

### Các Album
1. Ripple (Yoshimoto R&C, phát hành ngày 15/12/2004)
2. Bridge (Avex Trax, phát hành ngày 19/3/2008)
3. Times... (Avex Trax, phát hành ngày 6/5/2009)
4. Start (Far Eastern Tribe, phát hành ngày 22/6/2011)

### Các đĩa DVD
1. Secret of Tamaki Hiroshi "Spirit" (2004)
2. "Realize" Hiroshi Tamaki music films 01 (2004)

## Game điện tử
1. Rogue Galaxy (2005)
2. 428: Fūsa Sareta Shibuya de (2008)